# Viðey
Viðey (ejtsd kb. Videj) Izland partmenti szigete a főváros, Reykjavík közelében. A Kollafjörður öböl legnagyobb szigete. Közigazgatásilag a főváros része, de nem tartozik a tíz kerület egyikéhez sem, hanem az azt körülvevő „zöld gyűrű” (Græni Trefillinn) egyik eleme.
A Margitszigethez mérhető nagyságú szigetet már az izlandi honfoglalás idején, a 9. század végén használatba vették a betelepülők, és juhokat tenyésztettek rajta. A hely azzal az előnnyel is járt, hogy a tél közeledtével könnyű volt összeterelni az állatokat a vízzel körülvett területről. A 10. századra állandó település is létrejött ott.
A kereszténység felvétele, 1000 után a hely vallási jelentőséget kapott, gazdasági szerepe visszaszorult. 1226-ban Ágoston-rendi kolostort alapítottak itt, amelynek falai között Snorri Sturluson is megfordult. 1536-ban, a reformáció idején a dán király birtokába került a sziget. 1550-ben Jón Arason katolikus püspök még visszafoglalta, de az ő kivégzése után a szerzetesrendet végleg feloszlatták.
1751-ben a sziget Skúli Magnússon birtoka lett. Skúli az izlandi főváros felépítésében is nagy szerepet játszott, e szigeten emelte az ország első jelentős kőépületét. 1774-ben templomot is építettek a szigeten.
A 20. század első felében még egy mintegy 100 fős halászközösség lakott a szigeten. 1986-ban az addigra elnéptelenedett terület a főváros tulajdonába került és fokozatosan népszerű kirándulóhellyé vált, amit komppal lehet megközelíteni.